# Brachycephalus fuscolineatus
Brachycephalus fuscolineatus é uma espécie de anfíbio da família Brachycephalidae. Endêmica do Brasil, pode ser encontrada no Morro do Baú no município de Ilhota, estado de Santa Catarina.